# Vesna (glasbena skupina)
Vesna, češka ženska folk skupina, ustanovljena leta 2016.

## Zgodovina
Leta 2016 je želela Patricie Kaňok Fuxová ustvariti izključno žensko skupino, ki bo slavila "ženstvenost in slovansko sestrstvo". Na konservatoriju Jaroslav Ježek se je Fuxová srečala članicami Báro Juránková, ki je igrala violino, Andreo Šulcová in Tanito Yankovo iz Bolgarije, ki sta obe igrali flavto. 
Leta 2018 sta Šulcová in Yankova skupino zapustili. Zamenjali sta ju ruska pianistka Olesya Ochepovskaya in češka bobnarka Markéta Vedralová. Istega leta je skupina izdala svoj prvi studijski album »Pátá bohyně«. Album je istega leta prejel nagrado za ''odkritje leta'' na podelitvi čeških glasbenih nagrad Ceny Anděl. 
Med pandemijo COVID-19 je skupina, v kateri je bila takrat tudi slovaška basistka Tereza Čepková,  začela delati na drugem studijskem albumu »Anima«. Članica skupine Bára Šůstková je v intervjuju povedala, da album predstavljajo živalski motivi, odnos med moškimi in ženskami ter žensko telo. 
Dne 16. januarja 2023 je bilo objavljeno, da bodo tekmovale na češkem nacionalem izboru za Pesem Evrovizije, ESCZ 2023. Takrat se je v skupino vrnila tudi Bolgarka Tanito Yankovo.  Na izboru so dne 7. februarja 2023 zmagale s pesmijo »My Sister's Crown« z več kot 6000 glasov prednosti pred drugouvrščeno.  Vesna je nastopila v prvem polfinalu, ki je potekal 9. maja 2023 in zasedle 4. mesto in se uvrstile v finale, kjer so s 129 točkami zasedle 10. mesto. 
Vesna je 17. julija 2023 napovedala evropsko turnejo, ki je potekala med 1. in 24. novembrom 2023 po Bolgariji, Madžarski, Avstriji, Poljski in Češki.  Od julija 2023 je Yankova spet zapustila skupino. Septembra 2023 je skupina izdala pesem »Wolfrunners«.

## Člani

### Trenutni člani
- Patricie Kaňok Fuxová (2016–danes) – vokal
- Bára Juránková (2016–danes) – vokal, violina
- Olesya Ochepovskaya (2018–danes) – klavir
- Markéta Mužátková (2018–danes) – bobni, vokal, kitara
- Tereza Čepková (2019–danes) – bas kitara [12][13]

### Nekdanji člani
- Andrea Šulcová (2016–18) – flavta
- Tanita Yankova (2016–18; 2023) – vokal, flavta, klavir

## Diskografija

### Albumi
| Naslov                                                                            | Podrobnosti                                                            | Najvišja uvrstitev na lestvici |
| Naslov                                                                            | Podrobnosti                                                            | CZE                            |
| --------------------------------------------------------------------------------- | ---------------------------------------------------------------------- | ------------------------------ |
| »Pátá bohyně«                                                                     | - Objavljeno: 20. novembra 2018 - Založba: Warner Music Czech Republic | 48                             |
| »Anima«                                                                           | - Objavljeno: 22. maja 2020 - Založba: Warner Music Czech Republic     | —                              |
| »Muzika Slavica«                                                                  | - Objavljeno: 22. novembra 2023 - Založba: Ruka Hore                   | —                              |
| »—« označuje album, ki se ni uvrstil na lestvico ali ni bil izdan na tem ozemlju. |                                                                        |                                |

### EP
| Naslov   | Podrobnosti                                      |
| -------- | ------------------------------------------------ |
| »Muzika« | - Objavljeno: 14. maja 2023 - Založba: Ruka Hore |

### Pesmi
| Leto                                       | Leto | Najvišja uvrstitev na lestvici | Najvišja uvrstitev na lestvici | Najvišja uvrstitev na lestvici | Najvišja uvrstitev na lestvici | Album          |
| Leto                                       | Leto | CZE                            | FIN                            | LTU                            | ŠVE                            | Album          |
| ------------------------------------------ | ---- | ------------------------------ | ------------------------------ | ------------------------------ | ------------------------------ | -------------- |
| »Světlonoš« (skupaj s Terezie Kovalová)    | 2017 | —                              | —                              | —                              | —                              | Pátá bohyně    |
| »Kytička«                                  | 2018 | —                              | —                              | —                              | —                              | Pátá bohyně    |
| »Láska z Kateřinic« (skupaj z Vojtěch Dyk) | 2018 | —                              | —                              | —                              | —                              | Pátá bohyně    |
| »Bílá laň« (skupaj z Věra Martinová)       | 2019 | —                              | —                              | —                              | —                              | Anima          |
| »Nezapomeň«                                | 2019 | —                              | —                              | —                              | —                              | Anima          |
| »Voda«                                     | 2020 | —                              | —                              | —                              | —                              | Anima          |
| »Downside«                                 | 2020 | —                              | —                              | —                              | —                              | —              |
| »Na dračích perutích«                      | 2020 | —                              | —                              | —                              | —                              | Anima          |
| »Vlčí oči«                                 | 2020 | —                              | —                              | —                              | —                              | Anima          |
| »Vse stoji (Ne dojamem)«                   | 2021 | —                              | —                              | —                              | —                              | —              |
| »Pomiluj mě«                               | 2022 | —                              | —                              | —                              | —                              | Muzika Slavica |
| »Love Me«                                  | 2022 | —                              | —                              | —                              | —                              | —              |
| »My Sister's Crown«                        | 2023 | 15                             | 21                             | 17                             | 86                             | Muzika Slavica |
| »Hej mami«                                 | 2023 | —                              | —                              | —                              | —                              | Muzika Slavica |
| »Wolfrunners«                              | 2023 | —                              | —                              | —                              | —                              | Muzika Slavica |
| »Moravo« (skupaj z Ego)                    | 2024 | —                              | —                              | —                              | —                              | —              |